# Pélog
Pélog ist die javanische Bezeichnung für eine 7-stufige Skala, die neben Slendro in der indonesischen Musik (insbesondere in der Gamelan-Musik) verwendet wird.

## Das Tonsystem
Im Gegensatz zur zwölftönig gleichtemperierten Skala Wohltemperierte Stimmung mit gleich großen Intervallen sind die Intervalle des Pelog unterschiedlich groß. Die bereits 1972 veröffentlichten Messungen aus Surakarta ergaben 171, 136, 295, 138, 99, 162, 244 Cent (100 Cent sind ein temperierter Halb- und 200 Cent ein temperierter Ganzton). Aktuelle Messungen, beispielsweise am im  Überseemuseum Bremen befindlichen Gamelan-Instrumentarium aus Surakarta, haben ergeben, dass die Intervallfolge 143, 149, 274, 109, 126, 174, 225 Cent ist. Die Stimmung der Gamelaninstrumente schwankt von Werkstatt zu Werkstatt oder auf Bali, beispielsweise zwischen Surakarta und Yogyakarta, ist jedoch innerhalb einer Werkstatt und unter allen Instrumenten eines Gamelan-Orchesters gleich.

## Stimmungsgehalt
In konkreter Musik wird aus den 7 Tönen meist nur eine Auswahl von 5 verwendet, so dass verschiedene (Haupt-)Modi vorliegen, die durch Austausch von Tönen um weitere Hilfsmodi bereichert werden können. Auf Java gilt Pélog als weibliche, traurige Tonart. Auf Bali wird Pelog als fremd, schwierig oder veraltet betrachtet.